# Baranyi László (író)
Nagyváradi és micskei Baranyi László (Debrecen, 1729. január 17. – Debrecen, 1796. november 21.) író, fordító, magyar királyi testőr, városi tanácsos.

## Élete
Református szülőktől származott, apja Baranyi István. Tanulmányait szülővárosában kezdte és Sárospatakon folytatta. Bővebb kiképeztetése végett külföldre ment és Halléban 1747–1749. október 20-áig a jogot és teológiát, sőt a bonctant is hallgatta. Ezután Szász- és Poroszországban járván egyetemre, visszatért hazájába. Mint ügyvéd Darvas József, Nógrád megye főjegyzője mellett jelen volt az 1751. évi országgyűlésen. Debrecenben lett aztán városi tisztviselő. 1760. június 16-án Bihar megye által Bécsbe küldetett a királyi testőrséghez. 1763 végén mint alhadnagy vált meg a testőrségtől és mint városi tanácsos foglalta el hivatalát Debrecenben, melyet 1774. áprilisig viselt, azután visszavonultan élt.

## Munkái
- A geographia tudománynak első kezdete. Hála. 1749. (Névtelenül. 2. kiadás. Pest, 1787.)
- Heverés párnája, azaz a ki nem munkálkodik ne is egyék. Diószeg. 1789. (Németből fordítva. Névtelenül; Igy keresd s nevem fesd: V. előll. B. belőll, L. utol, áll ebből. Önéletrajzát versben irta meg a jelen munkában.)
- Rövid magyar geographia. Pest, 1796. (Verses elő s utószó, valamint index-szel megtoldott 2. kiadása. Uo. 1796.)
- Mulatságos beszélgetések. Pozsony, 1797. (Németből ford. szatyra.)

Egy komédiát is fordított németből, melyet 1774 körül ki is nyomatott, de címét nem ismerjük.